# لیگ آزادگان ۷۸–۱۳۷۷
لیگ آزادگان ۷۸–۱۳۷۷ هشتمین دوره جام آزادگان و هفدهمین دوره لیگ فوتبال ایران که توسط فدراسیون فوتبال ایران برگزار شد.
تیم پرسپولیس  تهران برای ششمین بار قهرمان این دوره از رقابت‌ها شد و به مسابقات جام باشگاه‌های آسیا ۲۰۰۰–۱۹۹۹ راه پیدا کرد.

## جدول رده‌بندی
| #  | تیم           | بازی | برد | مساوی | باخت | گلِ‌زده | گلِ‌خورده | تفاضل | امتیاز | توضیحات                                |
| -- | ------------- | ---- | --- | ----- | ---- | ----- | ------- | ----- | ------ | -------------------------------------- |
| ۱  | پرسپولیس      | ۳۰   | ۱۹  | ۸     | ۳    | ۵۶    | ۲۱      | ۳۵    | ۶۵     | صعود به جام باشگاه‌های آسیا ۲۰۰۰–۱۹۹۹   |
| ۲  | استقلال       | ۳۰   | ۱۴  | ۱۱    | ۵    | ۵۰    | ۲۸      | ۲۲    | ۵۳     | صعود به جام برندگان جام آسیا ۲۰۰۰–۱۹۹۹ |
| ۳  | سپاهان        | ۳۰   | ۱۳  | ۱۴    | ۳    | ۳۸    | ۱۹      | ۱۹    | ۵۳     |                                        |
| ۴  | سایپا         | ۳۰   | ۱۳  | ۱۰    | ۷    | ۴۳    | ۳۳      | ۱۰    | ۴۹     |                                        |
| ۵  | پاس           | ۳۰   | ۹   | ۱۵    | ۶    | ۳۰    | ۲۵      | ۵     | ۴۲     |                                        |
| ۶  | چوکا تالش     | ۳۰   | ۱۱  | ۷     | ۱۲   | ۳۳    | ۴۸      | ۱۵-   | ۴۰     |                                        |
| ۷  | فولاد         | ۳۰   | ۹   | ۱۱    | ۱۰   | ۳۱    | ۳۷      | ۶-    | ۳۸     |                                        |
| ۸  | ابومسلم       | ۳۰   | ۱۰  | ۷     | ۱۳   | ۳۷    | ۳۷      | ۰     | ۳۷     |                                        |
| ۹  | صنعت نفت      | ۳۰   | ۸   | ۱۲    | ۱۰   | ۲۲    | ۳۹      | ۱۷-   | ۳۶     |                                        |
| ۱۰ | فجر سپاسی     | ۳۰   | ۸   | ۱۰    | ۱۲   | ۲۷    | ۳۱      | ۴-    | ۳۴     |                                        |
| ۱۱ | تراکتورسازی   | ۳۰   | ۷   | ۱۳    | ۱۰   | ۳۰    | ۳۵      | ۵-    | ۳۴     |                                        |
| ۱۲ | ذوب آهن       | ۳۰   | ۹   | ۶     | ۱۵   | ۲۳    | ۳۲      | ۹-    | ۳۳     |                                        |
| ۱۳ | ملوان         | ۳۰   | ۷   | ۱۱    | ۱۲   | ۲۱    | ۲۶      | ۵-    | ۳۲     | سقوط به لیگ دسته دوم فوتبال ایران      |
| ۱۴ | شهرداری تبریز | ۳۰   | ۵   | ۱۶    | ۹    | ۲۹    | ۳۳      | ۴-    | ۳۱     | سقوط به لیگ دسته دوم فوتبال ایران      |
| ۱۵ | پلی اکریل     | ۳۰   | ۵   | ۱۲    | ۱۳   | ۲۴    | ۳۶      | ۱۲-   | ۲۷     | سقوط به لیگ دسته دوم فوتبال ایران      |
| ۱۶ | بانک ملی      | ۳۰   | ۴   | ۱۵    | ۱۱   | ۲۷    | ۴۱      | ۱۴-   | ۲۷     | سقوط به لیگ دسته دوم فوتبال ایران      |

منبع

## جدول گلزنان
۱۴ گل :
کوروش برمک (تراکتورسازی) - عبدالجلیل گل‌چشمه (ابومسلم)
۱۱ گل :
ادموند بزیک (پرسپولیس) - سیدمهدی نجفی (بانک ملی)

## یادکرد منابع
1. ↑  صداقت، ۱۱۶.
2. ↑  صداقت، ۱۱۶.
3. ↑  صداقت، ۱۱۶.
4. ↑  صداقت، ۱۱۶.
5. ↑  «Iran 1998/99».